# هجوم رمضان (2003)
المنفذجيش رجال الطريقة النقشبندية

خلال حرب العراق، كان هجوم رمضان الذي شنته التمردات العراقية بمثابة زيادة حادة في عدد الهجمات العنيفة ضد التحالف العسكري الذي تقوده الولايات المتحدة في العراق وكذلك ضد الحكومة العراقية الجديدة ، بدءًا من نهاية أكتوبر/تشرين الأول 2003 واستمر طوال معظم نوفمبر/تشرين الثاني 2003.
وتزامنت سلسلة الهجمات المتزايدة مع شهر رمضان، الشهر التاسع في التقويم الإسلامي، والذي يصوم فيه المسلمون من شروق الشمس حتى غروبها إحياءً لذكرى نزول الوحي الأول على محمد في عام 610 م. وقد زاد عدد الهجمات التي شنها المتمردون خلال هذه الفترة بشكل رئيسي بسبب الاعتقاد السائد بين المتمردين بأن الانخراط في الجهاد خلال شهر رمضان المبارك من شأنه أن يقربهم روحيا من الله ، وخاصة إذا ما قتلوا على أيدي القوى المحتلة.

## هجمات كبرى

### مقر الصليب الأحمر ومراكز الشرطة العراقية وفندق الرشيد
في صباح يوم 26 أكتوبر/تشرين الأول 2003، وهو اليوم الأول من شهر رمضان، قاد انتحاريون خمس سيارات محملة بالمتفجرات إلى خمسة مبان، ومقر اللجنة الدولية للصليب الأحمر وأربعة مراكز للشرطة العراقية، مع بدء الهجوم المسلح. وفي ذلك الصباح، وفي ساعات مبكرة من صباح اليوم، أطلق مسلحون من تنظيم  جيش رجال الطريقة النقشبندية في بغداد قاذفة متعددة الأنابيب بدائية الصنع مثبتة في مقطورة تم تصميمها لتبدو وكأنها مولد كهربائي متنقل، وقد تبنا تنظيم  النقشبندية العملية ونشر تفاضيلها على مواقع الكترونية، على بعد حوالي 400 متر من فندق الرشيد. حيث كان يقيم في ذلك الوقت نائب وزير الدفاع الأميركي بول وولفويتز . سقطت ما بين ثمانية إلى عشرة صواريخ على الفندق، مما أسفر عن مقتل الكولونيل تشارلز بيورينغ وإصابة 15 شخصاً، بينهم سبعة مدنيين أميركيين وأربعة جنود. تم إطلاق عدة صواريخ أخرى لكنها أخطأت هدفها. وكان وولفويتز موجودا في الطابق الثاني عشر من الفندق الذي يقيم فيه مسؤولون أميركيون وقوات التحالف في بغداد، وفي جانب الفندق الذي تعرض للهجوم. ولم تصل الصواريخ إلا إلى الطابق الحادي عشر.

### تفجيرات انتحارية في مجمع الصليب الأحمر ببغداد
في بداية الهجوم في 27 أكتوبر/تشرين الأول 2003، نفذ المتمردون هجوماً انتحارياً منسقاً استهدف مجمع الصليب الأحمر وأربعة مراكز للشرطة العراقية في بغداد. وقعت جميع التفجيرات بفارق 45 دقيقة تقريبًا بين بعضها البعض. قُتل أربعة انتحاريين لكن الخامس، وهو سوري، حاول تفجير مركز الشرطة الرابع لكنه فشل بعد أن فشلت سيارته في الانفجار على ما يبدو. تم إطلاق النار عليه من قبل الشرطة العراقية وإصابته وإلقاء القبض عليه. وأسفرت الهجمات عن مقتل 35 شخصا، فضلا عن إصابة 244 آخرين. وكان من بين القتلى أيضًا جنديان أمريكيان.

### تفجير انتحاري في مقر جامعة ولاية ميشيغان الإيطالية
في 12 نوفمبر/تشرين الثاني 2003، هاجم انتحاري في شاحنة صهريج مقر الشرطة العسكرية الإيطالية في الناصرية، مما أدى إلى تدميره ومقتل 28 شخصاً، بينهم 17 جندياً إيطالياً واثنين من المدنيين الإيطاليين.
وكان هذا الهجوم أسوأ حادث يتعرض له جنود إيطاليون منذ عملية استعادة الأمل في الصومال وأكبر خسارة للجنود الإيطاليين منذ الحرب العالمية الثانية . وقد صدم الهجوم إيطاليا وأدخلها في فترة حداد استمرت ثلاثة أيام. تم إقامة جنازة رسمية للجنود.

### إسقاط مروحيات أمريكية
خلال هذه الفترة، تم إسقاط عدد من المروحيات العسكرية الأمريكية، ما أدى إلى وقوع عدد كبير من الضحايا في صفوف القوات الأمريكية. أُسقطت ثلاث طائرات من طراز UH-60 بلاك هوك وطائرة واحدة من طراز CH-47D شينوك، مما أسفر عن مقتل 39 جنديًا وإصابة 31 آخرين. أُسقطت اثنتين من المروحيات باستخدام قاذفات صواريخ ستريلا والتي على الأرجح انتهت في أيدي المتمردين عن طريق السوق السوداء.
قبل يوم واحد من بدء الهجوم، في 25 أكتوبر/تشرين الأول 2003، تم إسقاط طائرة أخرى من طراز UH-60 بلاك هوك، مما أدى إلى إصابة 5 جنود.

## العواقب
قارن كثير من الناس هجوم رمضان بهجوم تيت عام 1968 في حرب فيتنام. في عام 1968، وقعت الهجمات في بداية العام الفيتنامي الجديد، وهو العيد الذي اعتقدت القيادة الأميركية أنه سوف يبشر بتهدئة مؤقتة للعنف. وفي العراق، جاءت هذه الهجمات في بداية شهر رمضان المبارك لدى المسلمين.
كانت القيادة الأميركية في بغداد تعتقد أن العطلة سوف تؤدي إلى تراجع الهجمات التي كانت تهدد القوات الأميركية. وكان هذا الافتراض قوياً إلى درجة أن القوات الأميركية رفعت جزئياً حظر التجوال في بغداد. وكان التشابه الأبرز واضحا في أن هذه الهجمات كانت تهدف إلى إثارة رد فعل سياسي.